# Regione di Geita
La regione di Geita è una delle regioni amministrative della Tanzania. La città di Geita è il capoluogo. La regione è stata creata nel marzo del 2012 staccando alcune porzioni dai territori delle regioni di Shinyanga, Mwanza e Kagera.

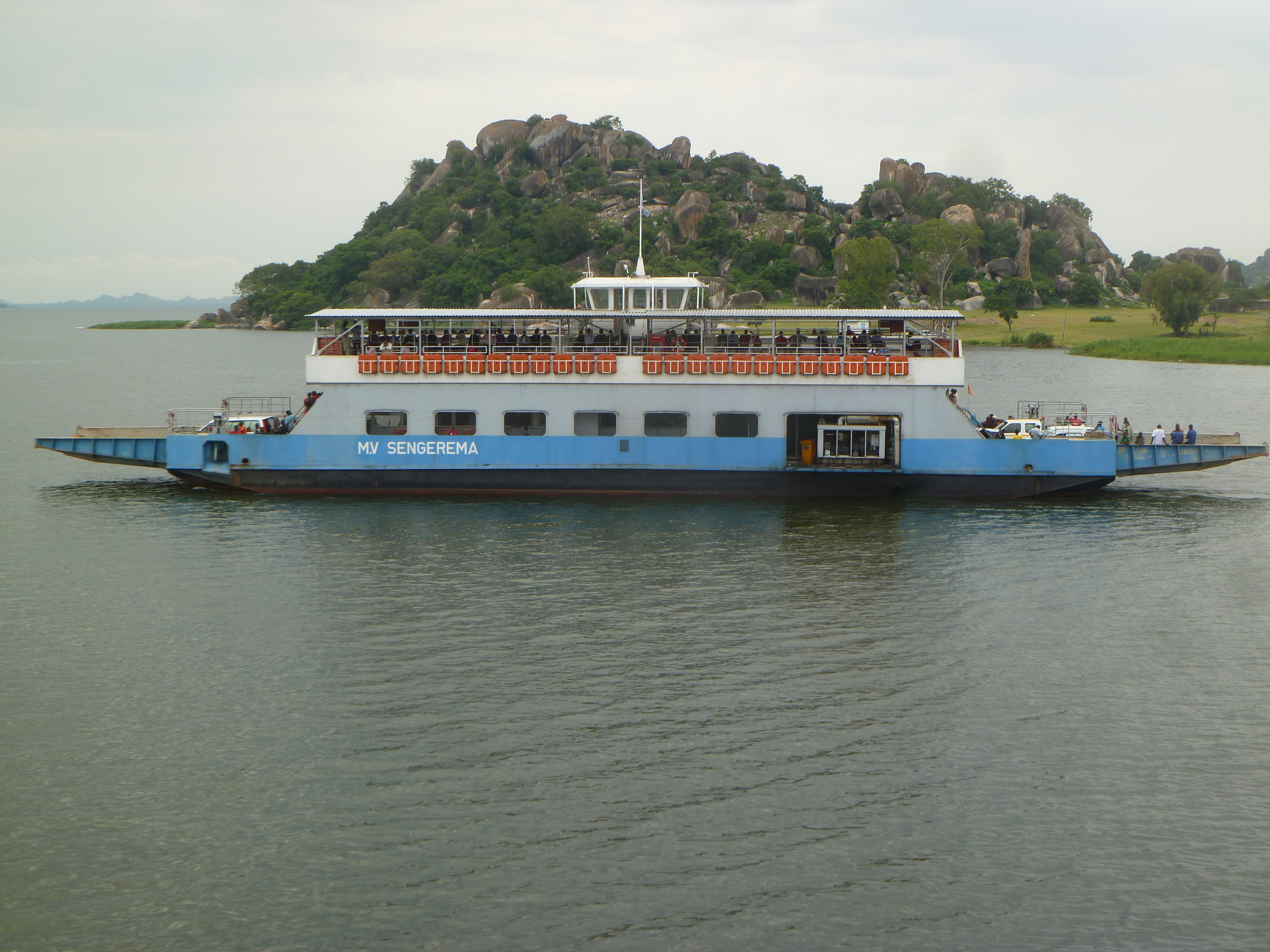
Il traghetto Sengerema in servizio tra Mwanza e Geita sul lago Vittoria

## Distretti
La regione è suddivisa amministrativamente in sei distretti:
| Distretto                | Popolazione | Popolazione |
| Distretto                | Cens. 2012  | Cens. 2022  |
| ------------------------ | ----------- | ----------- |
| Distretto di Bukombe     | 224 542     | 407 102     |
| Distretto di Chato       | 365 127     | 584 963     |
| Distretto di Geita       | 807 619     | 1 035 214   |
| Geita (distretto urbano) |             | 361 671     |
| Distretto di Mbogwe      | 193 922     | 362 855     |
| Distretto di Nyang'hwale | 148 320     | 225 803     |
| Totale                   | 1 739 530   | 2 977 608   |